# Experteninitiative Religionspolitik
Der Blog der Experteninitiative Religionspolitik (EIR) ist ein akademisch-politisches Diskussionsforum zu Themen der Religionspolitik.

## Gründung und Organisation
Die Gründung der Experteninitiative Religionspolitik wurde 2020 von den Gründern im Rahmen religionspolitischer Fachtagungen der Konrad-Adenauer-Stiftung beschlossen. Das Projekt dient als Wissens- und Dialogplattform für religionswissenschaftliche, religionsrechtliche und religionspolitische Expertise. Der Umgang mit den heute veränderten gesellschaftlichen Rahmenbedingungen soll so aktiv mitgestaltet und weiterentwickelt werden.
Gründer der Initiative sind
- Karlies Abmeier
- Bekim Agai
- Volker Beck
- Heinrich de Wall
- Patricia Ehret
- Yasemin El-Menouar
- Angelika Günzel
- Hans Michael Heinig
- Ansgar Hense
- Hans Hofmann
- Andreas Jacobs
- Stephan Schaede
- Emanuel V. Towfigh

Die Initiative wird derzeit durch die Konrad-Adenauer-Stiftung betreut. Sie versteht sich aber als „unabhängige, religionsoffene und überparteiliche Initiative, die von Expertinnen und Experten aus unterschiedlichen Disziplinen getragen wird.“
In der Vergangenheit war die Experteninitiative Religionspolitik Kooperationspartner bei religionspolitischen Veranstaltungen des Tikvah Instituts und der Akademie für Islam und Wissenschaft in der Gesellschaft.

## Themenschwerpunkte und Inhalte des Blogs
Die Experteninitiative Religionspolitik betreibt einen Online-Blog, der sich an akademisches Fachpublikum richtet. Die Beiträge des Blogs befassen sich stets mit aktuellen religionspolitischen Themen nationaler und internationaler Bedeutung. Neben Grundsatzfragen der Religionspolitik – insbesondere in Hinblick auf das Verhältnis von Staat und Religion in Deutschland und dem Wandel der religiösen Landschaft – werden auch spezifische Aspekte der unterschiedlichen Religions- und Weltanschauungsgemeinschaften beleuchtet. So finden sich jeweils mehrere Artikel zum kirchlichen Arbeitsrecht, zur Ablösung der Staatsleistungen und zum Religionsunterricht in Deutschland.
Die Autoren der einzelnen Beiträge sind in der Regel entweder Angehörige unterschiedlicher wissenschaftlicher Disziplinen, Vertreter verschiedener Religions- und Weltanschauungsgemeinschaften oder Politiker.
Die bewusst eher kurz gehaltenen Artikel erscheinen in unregelmäßigen Abständen.
Neben eigenen Beiträgen veröffentlicht der Online-Blog auf seiner Website in einer separaten Rubrik auch weitergehende Literaturempfehlungen und Zweitveröffentlichungen und weist auf Veranstaltungen mit religionspolitischem Bezug hin.

## Rezeption
Inhalte und Aussagen aus Blogbeiträgen werden zunehmend von anderen Online-Publikationen aufgegriffen. Andere Projekte und Initiativen mit Religionsbezug verweisen als Informationsquelle ebenfalls auf einzelne Beiträge oder den Blog als Ganzes.